# Груневальд (лес)

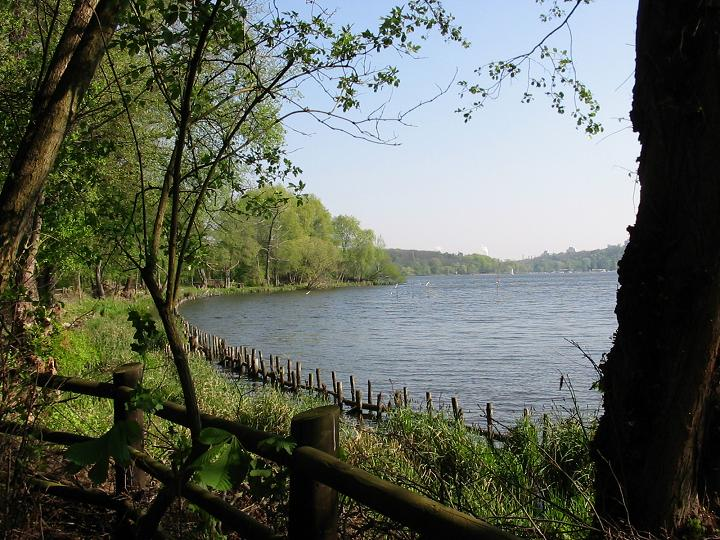
Река Хафель в Грюневальде

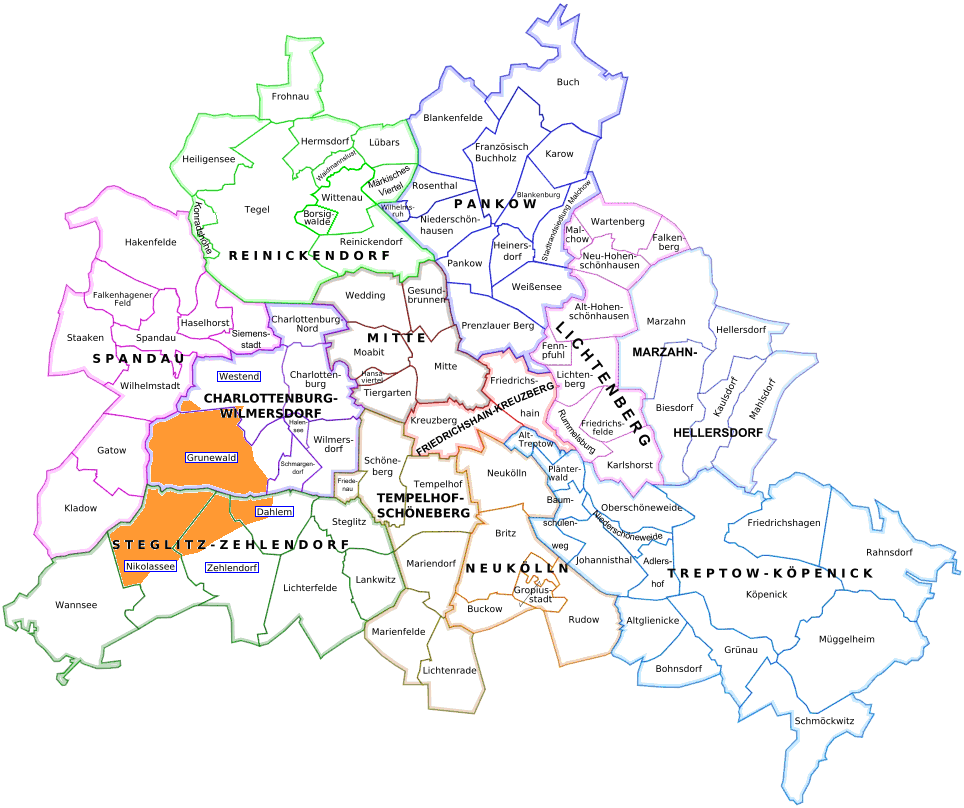
Лес на карте Берлина

Гру́невальд (нем. Grunewald) — лес, площадью около 3000 га, расположенный в западной части Берлина на восточной стороне реки Хафель, в основном сосредоточен в местности Груневальд. Самая большая зелёная зона в городе Берлине.

## География
Лес занимает с западной стороны 3/4 местности района Груневальд, небольшую часть южной части Вестэнда (оба в района в округе Шарлоттенбург-Вильмерсдорф); большую часть Николасзе, северную сторону Целендорфа и северо-западную часть Далема (все три в районе в округе Штеглиц-Целендорф). Он находится недалеко от границы района Ванзе и озера Гросер-Ванзе, а также неподалеку от леса Дюппель. Лес отделён рекой Хафель от микрорайонов Кладов, Гатов и Вильхельмштадт (все в районе Шпандау), также граничит с районом Шмаргендорф.
На реке Хафель есть двадцать три островка (среди которых Линдвердер и Шваненвердер) и небольшой полуостров (Шильдхорн). Самая высокая точка леса — холм Тойфельсберг, высота которого над уровнем моря составляет 117 метров. На северной границе леса находятся Берлинская радиобашня и крупный выставочный комплекс Mессе Берлин.
За рекой Хафель и частью озера Гросер-Ванзе лес изобилует озёрами и прудами. Самыми крупными из них являются Шлахтензе, Крумме Ланке, Груневальдзе и Хундекелезе. Эти озёра расположены на западных границах леса и связаны каналом. Другие озёра — Римайстерфенн (между Крумме Ланке и Груневальдзе), Тойфельзе (в центральной части северного района), а также Пексе и Барсе (оба в середине леса).

## Окружающая среда
Лес, в основном состоит из хвойных и берёзовых пород. Некоторые районы леса запрещены для посещения как природные заповедники (например — Натуршуцгебит) для защиты местной фауны (особенно земноводных и птиц).

## Транспорт
Район обслуживается берлинской городской электричкой линия S7 на железнодорожной станции Берлин Груневальд, расположенной у главного входа в лес. К нему можно также добраться по дороге AVUS, которая сейчас является частью автомагистрали BAB 115.
Граница Груневальда также может быть достигнута несколькими другими станциями скоростной железной дороги: Berlin Nikolassee (S1 + S7), Berlin Schlachtensee (S1), Berlin Heerstraße (S3 + S75), Berlin Pichelsberg (S3 + S75) Юго-восточные границы связаны двумя станциями U-Bahn: Krumme Lanke и Onkel Toms Hütte (обе на линии U3).

## Фотогалерея

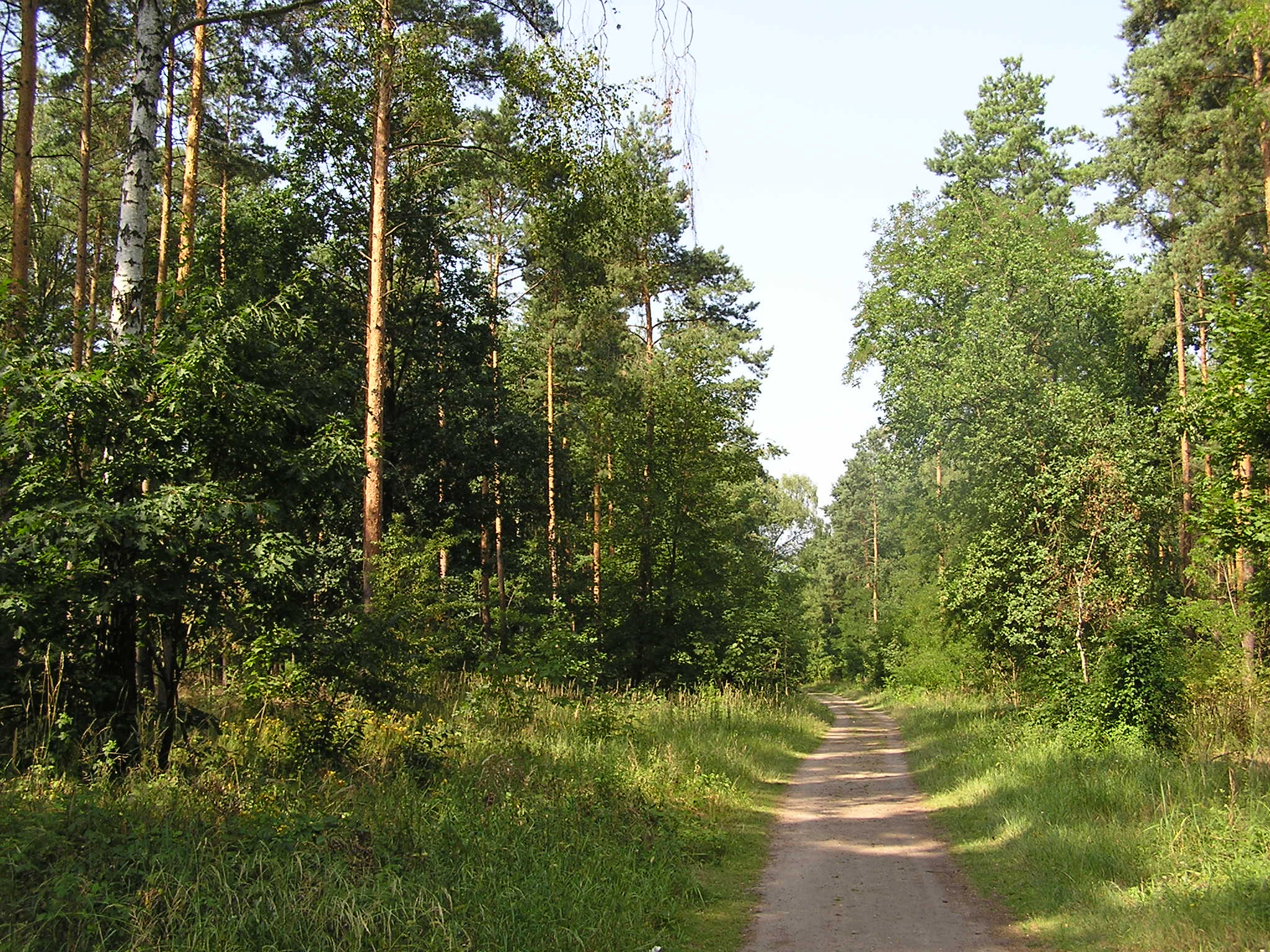
Вид на лес в Шильдхорнвеге
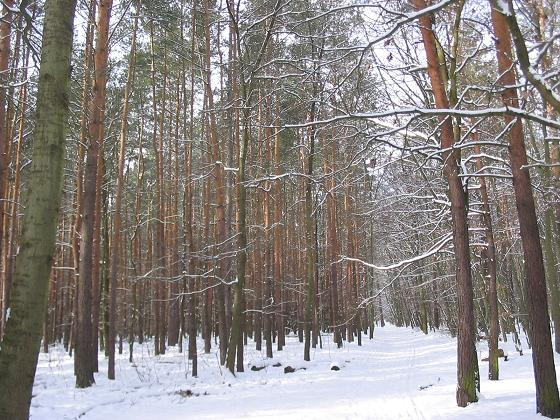
Груневальд зимой
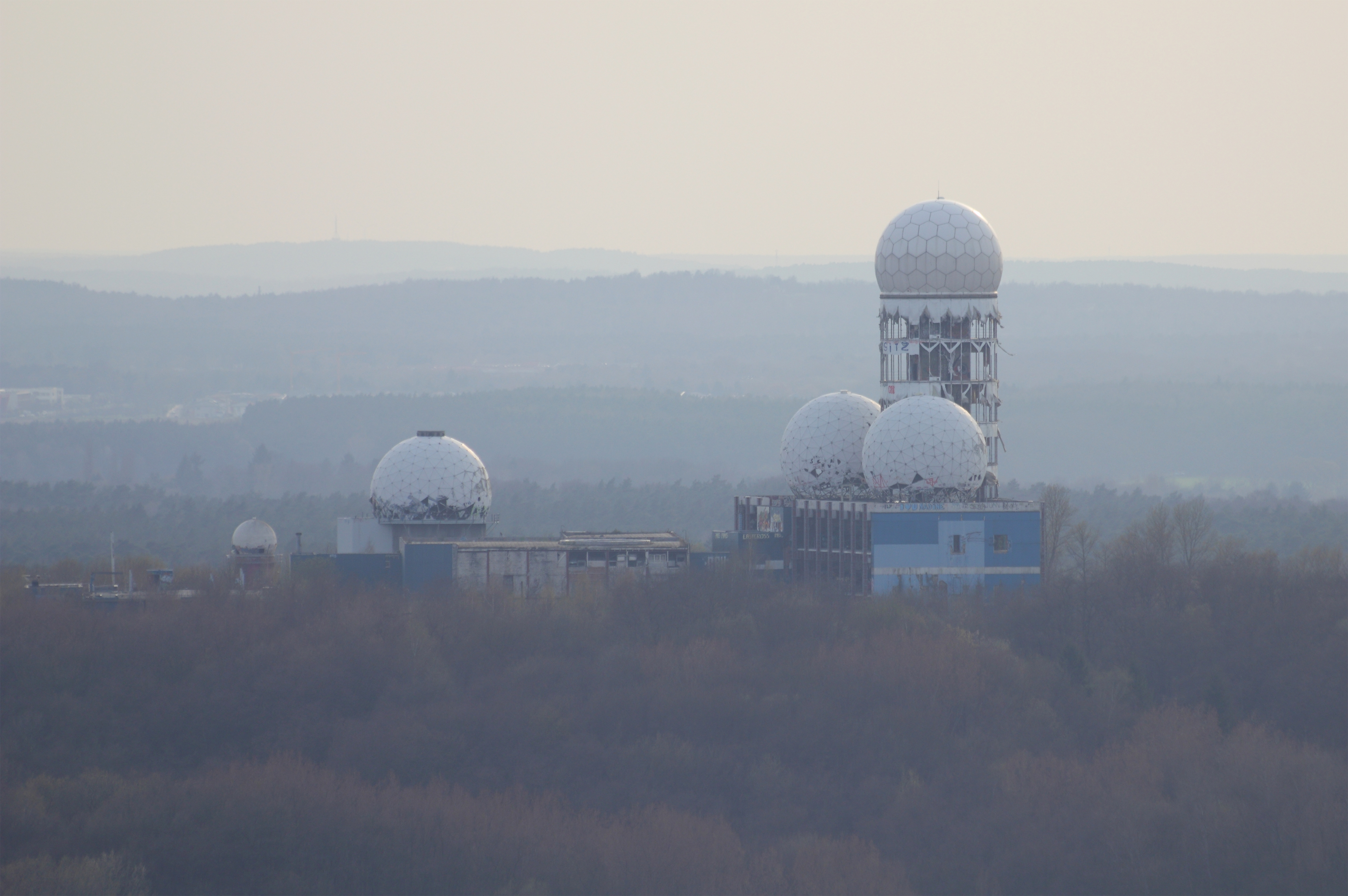
Тойфельсберг
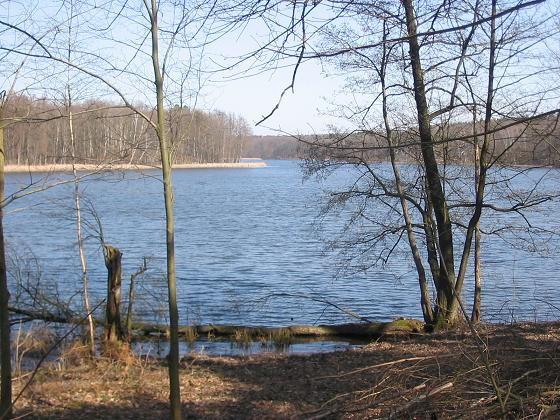
Груневальдзее озеро
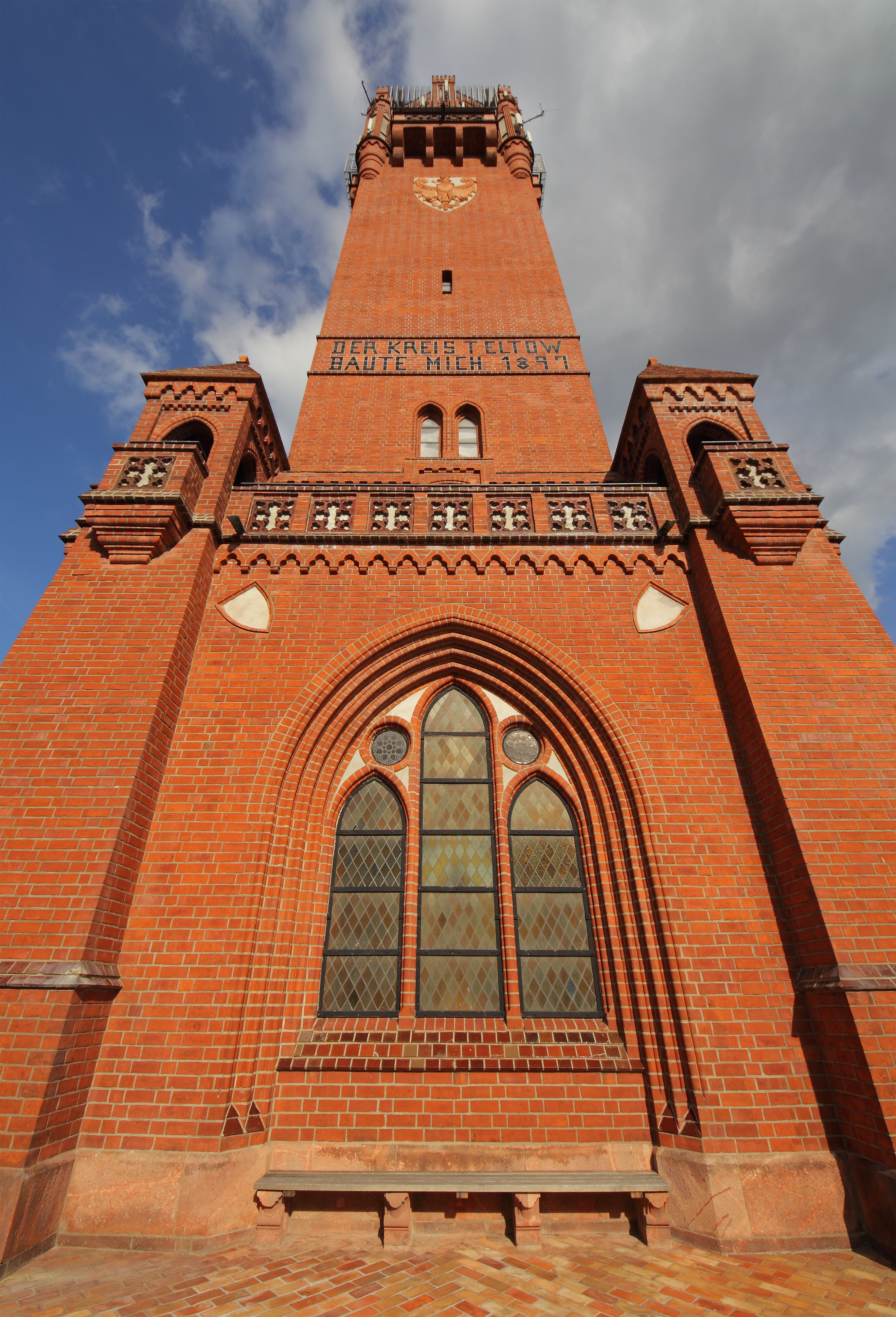
Груневальдтурм
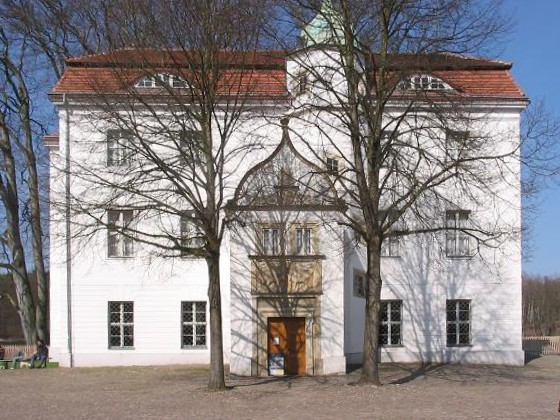
Охотничий домик
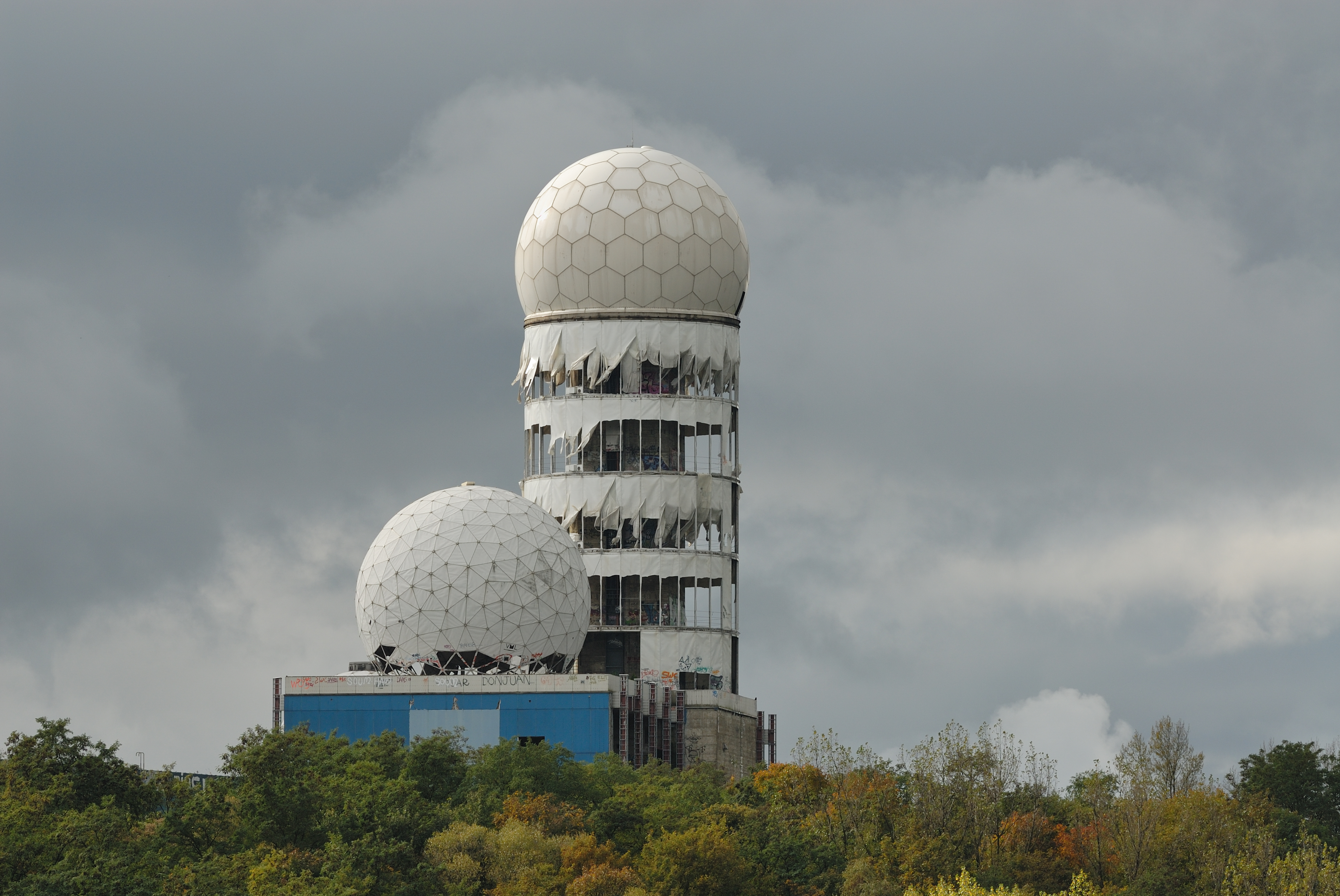
Радар в Тойфельсберге
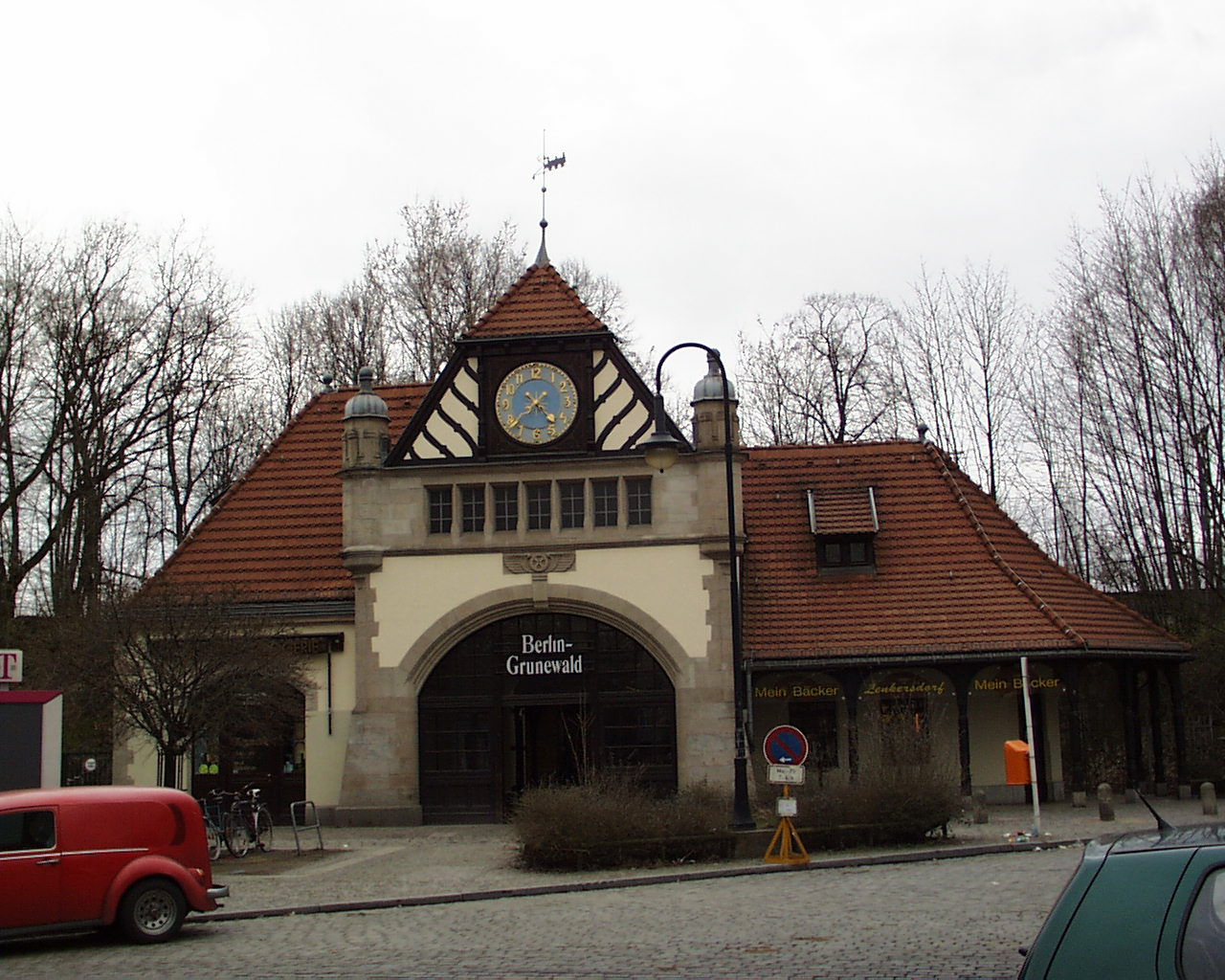
Железнодорожная станция
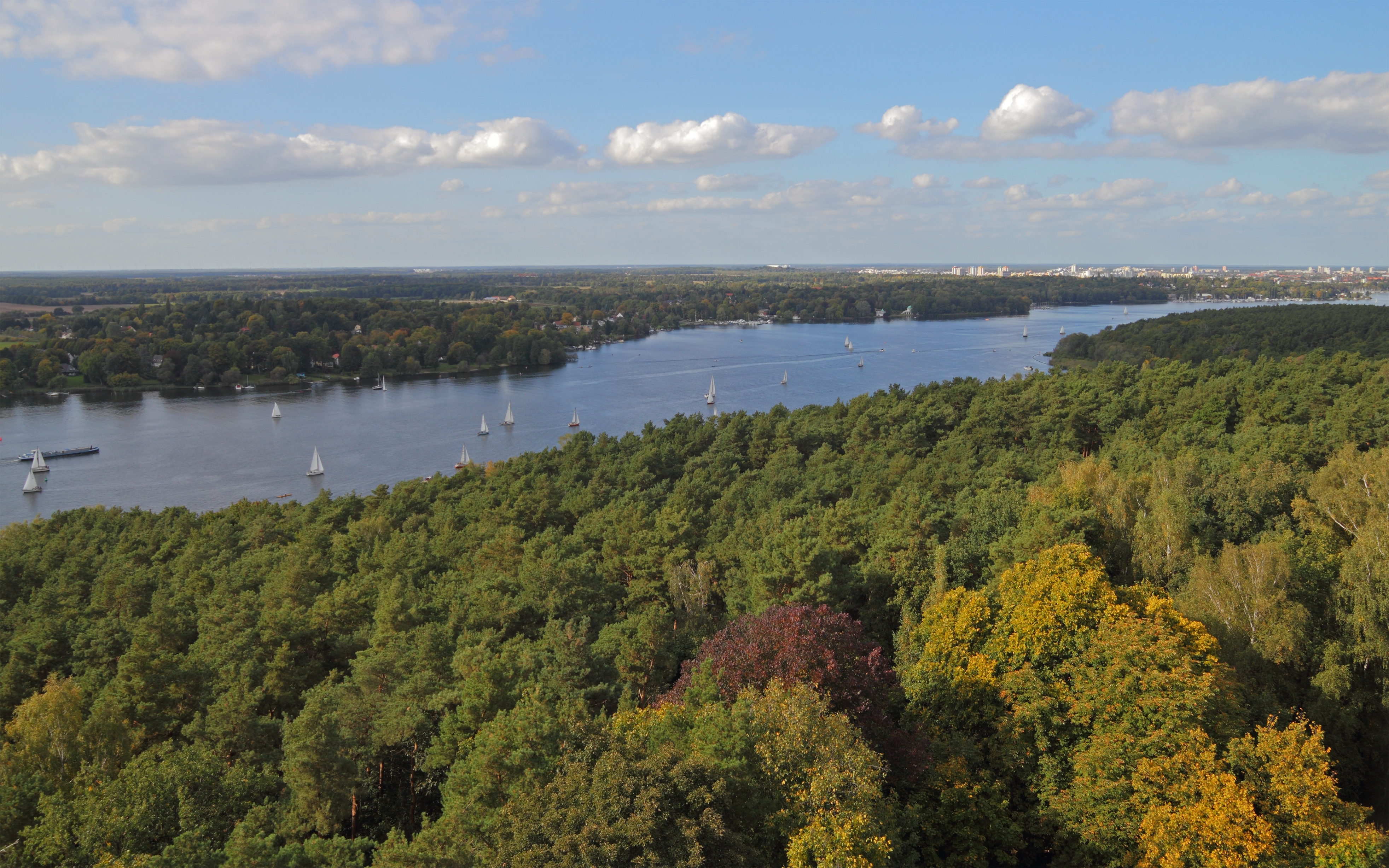
Вид Груневальда и Гавела из Груневальдтурма
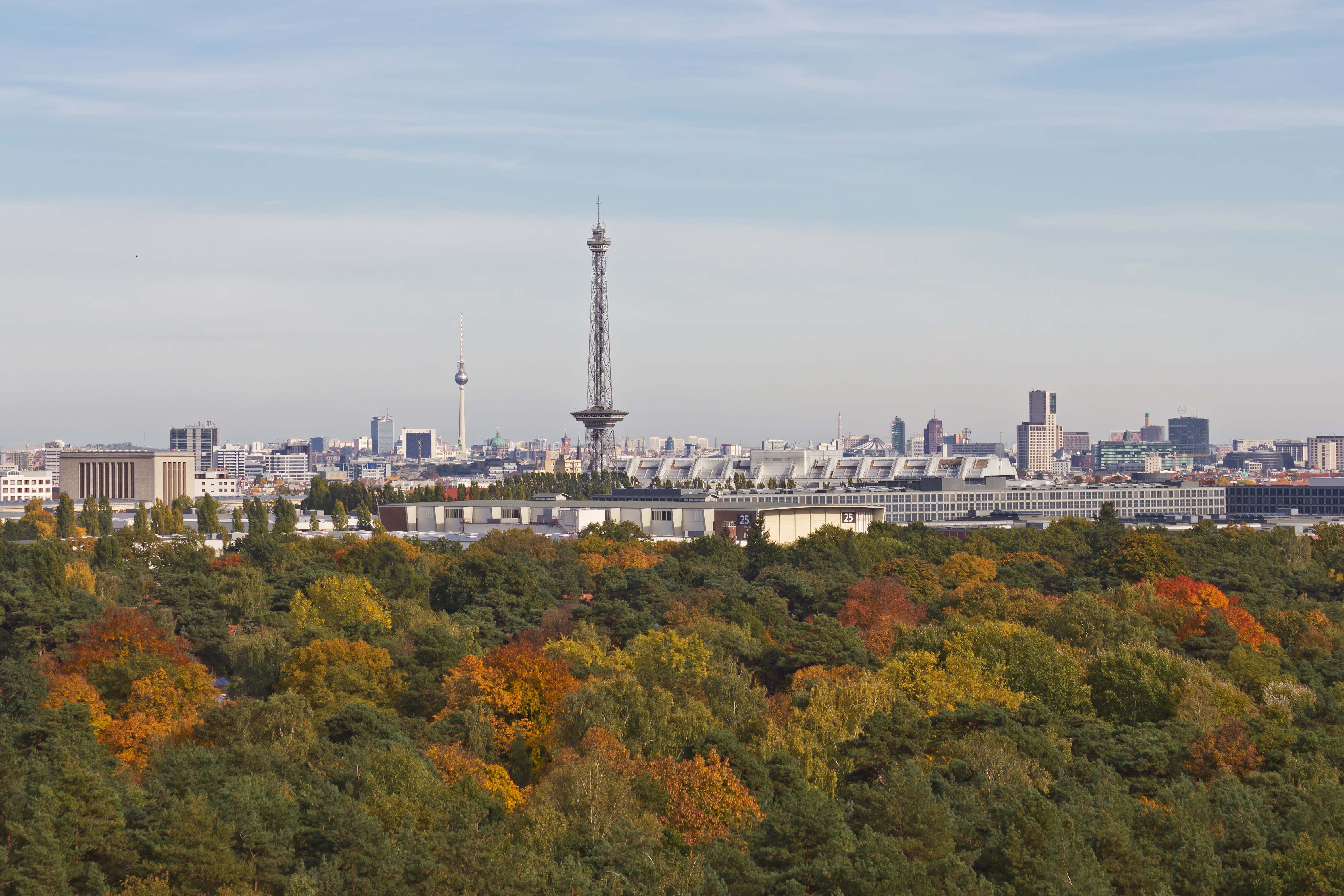
Вид с Драхенберга (Кайт-Хилл)